# Hadrian Daude
Hadrian Daude; auch Adrian Daude (* 9. November 1704 in Fritzlar; † 12. Juni 1755 in Würzburg) war ein deutscher Jesuit, Theologe und Historiker.

## Leben
1722 trat er in die Gesellschaft Jesu ein und wurde anschließend zunächst Lehrer an den Jesuitenkollegien in Heiligenstadt, in Mannheim, in Mainz und abschließend in Wetzlar. Danach wurde er Professor für Philosophie an der Universität Bamberg in Bamberg und von 1742 bis zu seinem frühen Tod Professor für Philosophie, Kirchengeschichte und Kontroverstheologie an der Universität Würzburg in Würzburg. 
Er verfasste in Ausübung der Professur zahlreiche historische Schriften. Hervorzuheben ist sein Hauptwerk, die von 1748 bis 1754 verfasste Historia universalis et pragmatca Romani imperii.

## Werke
- Historia universalis et pragmatca Romani imperii (1748–1754)